# Groupe de NGC 7042
Le groupe de NGC 7042 comprend au moins 11 galaxies situées dans les constellations du Dauphin, du Petit Cheval et de Pégase. La distance moyenne entre ce groupe et la Voie lactée est d'environ 67,8 Mpc (∼221 millions d'al).

## Membres
Le tableau ci-dessous liste les 11 galaxies du groupe indiquées dans l'article de A.M. Garcia paru en 1993.
| Nom       | Const.       | Class. | Type                 | α (J2000.0)    | δ (J2000.0)   | Vitesse radiale (km/s) | m               | Distance (Mpc) | Diamètre (kal) |
| --------- | ------------ | ------ | -------------------- | -------------- | ------------- | ---------------------- | --------------- | -------------- | -------------- |
| NGC 7015  | Petit Cheval | Sbc    | Spirale              | 21h 05m 37.38s | 11° 24′ 51.0″ | 4881 ± 1               | 12,5            | 67,3 ± 4,7     | 128            |
| NGC 7025  | Dauphin      | Sa     | Spirale              | 21h 07m 47.34s | 16° 20′ 09.1″ | 4968 ± 2               | 12,8            | 68,6 ± 4,8     | 165            |
| NGC 7042  | Pégase       | Sb     | Spirale              | 21h 13m 45.86s | 13° 34′ 29.7″ | 5081 ± 1               | 12,0            | 70,2 ± 4,9     | 157            |
| NGC 7043  | Pégase       | SBa    | Spirale barrée       | 21h 14m 04.17s | 13° 37′ 33.7″ | 4934 ± 3               | 13,7            | 68,0 ± 4,8     | 79             |
| IC 1359   | Dauphin      | Sc     | Spirale              | 21h 08m 43.02s | 12° 29′ 03.4″ | 4598 ± 6               | 13,9            | 63,1 ± 4,4     | 66             |
| UGC 11677 | Dauphin      | I?     | Irrégulière          | 21h 06m 05.15s | 15° 58′ 21.8″ | 4957 ± 4               | 11,436 ± 0,041A | 68,5 ± 4,8     | 91             |
| UGC 11683 | Dauphin      | Scd?   | Spirale              | 21h 08m 26.73s | 18° 11′ 28.3″ | 5034 ± 4               | 14,6            | 69,6 ± 4,9     | 87             |
| UGC 11706 | Pégase       | Sbc    | Spirale              | 21h 14m 22.36s | 15° 14′ 38.8″ | 4736 ± 7               | 14,9            | 65,1 ± 4,6     | 144            |
| UGC 11713 | Pégase       | SBcd   | Spirale barrée       | 21h 17m 28.24s | 15° 33′ 56.9″ | 4769 ± 3               | 14,6            | 65,6 ± 4,6     | 127            |
| UGC 11715 | Pégase       | Scd?   | Spirale              | 21h 17m 47.96s | 13° 35′ 36.5″ | 5049 ± 1               | 14,9            | 69,7 ± 4,9     | 71             |
| UGC 11721 | Pégase       | Sdm    | Spirale magellanique | 21h 19m 26.77s | 14° 03′ 26.7″ | 5080 ± 2               | 14,7            | 70,1 ± 4,9     | 98             |

- A Dans l'infrarouge.

Le site DeepskyLog permet de trouver aisément les constellations des galaxies mentionnées dans ce tableau ou si elles ne s'y trouvent pas, l'outil du site constellation permet de le faire à l'aide des coordonnées de la galaxie. Sauf indication contraire, les données proviennent du site NASA/IPAC.